# (300) Geraldina
(300) Geraldina es un asteroide perteneciente al cinturón exterior de asteroides descubierto el 3 de octubre de 1890 por Auguste Honoré Charlois desde el observatorio de Niza, Francia.
Se desconoce la razón del nombre.